# Картографічне моделювання техногенних факторів
Картографічне моделювання техногенних факторів — елемент еколого-геологічного картування, процес моделювання геологічного середовища та його змін під впливом господарської діяльності, техногенних факторів (техногенні комплекси та об'єкти, площинне техногенне навантаження, інженерно-геологічні процеси, зміна гідрогеологічних та геохімічних обстановок).
Комплект еколого-геологічних моделей, розроблених для умов України, може включати:
1. карту розораності території з виділенням в її межах зрошуваних площ;
2. схему капітальних вкладень, передбачених на охорону і раціональне використання природних ресурсів;
3. карту забруднення навколишнього середовища викидами в атмосферу;
4. карту забруднення поверхневих вод стічними водами;
5. карту загальної еколого-географічної ситуації.

При районуванні досліджуваної території виділяються райони умовно чисті, помірно забруднені, забруднені, сильно забруднені, надзвичайно забруднені, екологічного лиха і екологічної катастрофи.